# Crisis of Conscience
Crisis of Conscience is de zestiende aflevering van het dertiende seizoen van de televisieserie ER, die voor het eerst werd uitgezonden op 15 februari 2007.

## Verhaal
Dr. Gates en dr. Kovac behandelen een dame met leveruitval, zij heeft dringend een levertransplantatie nodig om haar leven te redden. Als de doktoren de ouders erbij roepen van de patiënte komt er een pijnlijke verrassing boven, de patiënte is geboren als een jongen en heeft haar geslacht veranderd zonder dat de ouders hiervan op de hoogte waren. De vader is nu een mogelijke donor maar wil niets met zijn kind te maken hebben. De doktoren moeten nu al hun overredingskracht gebruiken om de vader te overtuigen om zijn standpunt te herzien, uiteindelijk lukt dit hen.
Dr. Lockhart behandeld een echtpaar met vreemde verwondingen die zij opgelopen hebben in een ongewone ceremonie. Ondertussen krijgt zij van een waarzegster een voorspelling over haar toekomst.
Dr. Rasgotra bereidt zich voor op een niertransplantatie, maar zij stuit op een duister plan van haar collega Manish wat haar verontrust. Manish verkoopt zijn nier aan een patiënte, wat ethisch en wettelijk niet geoorloofd is. Dr. Rasgotra twijfelt of zij dit moet zeggen tegen dr. Dubenko, na lang twijfelen besluit zij dit wel te doen. 
Taggart wordt boos op Alex als hij bij haar afgeleverd wordt door de politie nadat hij een diefstal heeft gepleegd. Ondertussen heef zij genoeg aan haar hoofd op haar werk als zij er alleen voor staat nadat veel van haar collega’s ziek of op vakantie zijn. 

## Rolverdeling

### Hoofdrollen
- Goran Višnjić - Dr. Luka Kovac
- Maura Tierney - Dr. Abby Lockhart
- Mekhi Phifer - Dr. Gregory Pratt
- Parminder Nagra - Dr. Neela Rasgrota
- John Stamos - Dr. Tony Gates
- Shane West - Dr. Ray Barnett
- Leland Orser - Dr. Lucien Dubenko
- J.P. Manoux - Dr. Dustin Crenshaw
- Linda Cardellini - verpleegster Samantha Taggart
- Dominic Janes - Alex Taggart
- Deezer D - verpleger Malik McGrath
- Dinah Lenney - verpleegster Shirley
- Angel Laketa Moore - verpleegster Dawn Archer
- Lyn Alicia Henderson - ambulancemedewerker Pamela Olbes
- Michelle Bonilla - ambulancemedewerker Christine Harms
- Chloe Greenfield - Sarah Riley
- Sara Gilbert - Jane Figler

### Gastrollen (selectie)
- Andy Dick - Tommy Brewer
- Sean Young - Anna Hayes
- Mark L. Young - Evan Hayes
- Aasif Mandvi - Manish
- Sarah Avery - coach Jenny
- Haley Ramm - Tasha
- Shaun Sipos - Nick
- John Antonini - Jeff Greenberg
- Carson Brown - Kristin
- Tonya Cornelisse - Emily Wilson